# 蓮山設治局
蓮山設治局，民國時設置於雲南省的設治局，位于雲南西部，騰衝縣西南。

## 历史沿革
民国二十一年（1932年），云南省政府以盞達行政區改置蓮山設治局。后国民政府于民国二十四年6月令准。局所驻蓮山鎮，以此得名。隶屬雲南省第一殖邊督辦公署。公署裁撤后，于民国三十一年（1942年）3月划归云南省第六行政督察区。抗战胜利后，属第十二行政督察区。1952年11月，改置蓮山縣。